# ماثيو أوبراين
ماثيو أوبراين (بالإنجليزية: Matthew O'Brien) هو صحفي أمريكي، ولد في 1968 في واشنطن العاصمة في الولايات المتحدة.

## وصلات خارجية
- ماثيو أوبراين على موقع IMDb (الإنجليزية)